# JR貨物U60A形コンテナ
U60A形コンテナ（U60Aがたコンテナ）は、日本貨物鉄道（JR貨物）輸送用として籍を編入している30ft私有コンテナ（有蓋コンテナ）である。
自動車輸送用のコンテナとして1992年度に製造された。
形式の数字部位 「 60 」は、コンテナの容積を元に決定される。このコンテナ容積60㎥の算出は、厳密には端数四捨五入計算の為に、内容積59.5 - 60.4㎥の間に属するコンテナが対象となる。
また形式末尾のアルファベット一桁部位「A」は、コンテナの使用用途（主たる目的）が「普通品の輸送」を表す記号として付与されている。